# Jben
Jben est l'appellation au Maghreb pour désigner un type de fromage traditionnel, habituellement préparé avec du lait cru de brebis ou de chèvre.

## Description
Le jben est un fromage blanc frais ou extra-dur obtenu en desséchant du caillé de lait de brebis, ou de chèvre, par chauffage, découpage et exposition au soleil. Il est consommé frais ou sec. Les morceaux de caillé déshydraté présentent un aspect granulaire dont la forme des particules est irrégulière.

## Procédé de fabrication
Le jben est le produit obtenu après caillage du lait cru par voie de fermentation et l’utilisation de certaines plantes, comme les graines de l'artichaut, celles du cardon (sauvage et cultivé), ou des graines de citrouille ou du lait de figuier (Ficus carica), ce qui distingue ce fromage des autres fromages de fabrication traditionnelle, dont la technique de fermentation utilisée recourt à la présure animale (caillette de cabri ou de veau).
Le lait cru de brebis ou de chèvre est mis à chauffer dans un récipient ; la hakka (les graines de cardon ou d'artichaut mises dans un tissu) est plongée dans le lait pendant son chauffage modéré. Dès l'obtention du caillé, le récipient est retiré du feu et mis de côté pour refroidissement. Ensuite, le caillé est collecté et enroulé dans un tissu propre puis pressé pour égouttage. Une fois égoutté, le caillé est découpé en petits morceaux irréguliers et exposé au soleil pour séchage complet.

## Conservation
Le jben est conservé généralement dans des bocaux en verre ou dans des sacs en tulle préparés spécialement pour cet usage. Dans les zones rurales, les femmes le conservent dans des sacs en peau de chèvre appelés mezwed . Ainsi conservé, il peut servir à la préparation d'autres plats traditionnels, notamment en période hivernale.